# Micropsectra proximalis
Micropsectra proximalis е вид насекомо от разред Двукрили (Diptera), семейство Хирономидни (Chironomidae). Среща се в Австрия.